# Мари (древнее государство, Сирия)
Мари — древнее государство с центром в городе Табету (совр. Телль-Табан), существовавшее в долине среднего течения реки Хабур в Сирии в XIV—XI веках до н. э. Одно из вассальных государств Ассирийской империи. Впервые надписи царя «Страны Мари», обнаруженные в городище Телль-Бдери, были опубликованы в 1992 году.

## Открытие и изучение
Впервые предположение о существовании в Верхней Месопотамии во 2-й половине II тысячелетия до н. э. государства Мари, отличного от одноимённого города-государства Старовавилонского периода, было высказано в 1940-х годах, однако первая публикация надписей одного из царей этого государства, найденных при раскопках городища Телль-Бдери на левом берегу Хабура, была осуществлена лишь в 1992 году. В 2005—2010 годах были проведены археологические раскопки на холме Телль-Табан, расположенном по соседству с городищем Телль-Бдери, в ходе которых была обнаружена столица страны Мари — город Табету, локализацию которого на этом месте учёные предполагали ещё с 1920-х годов.

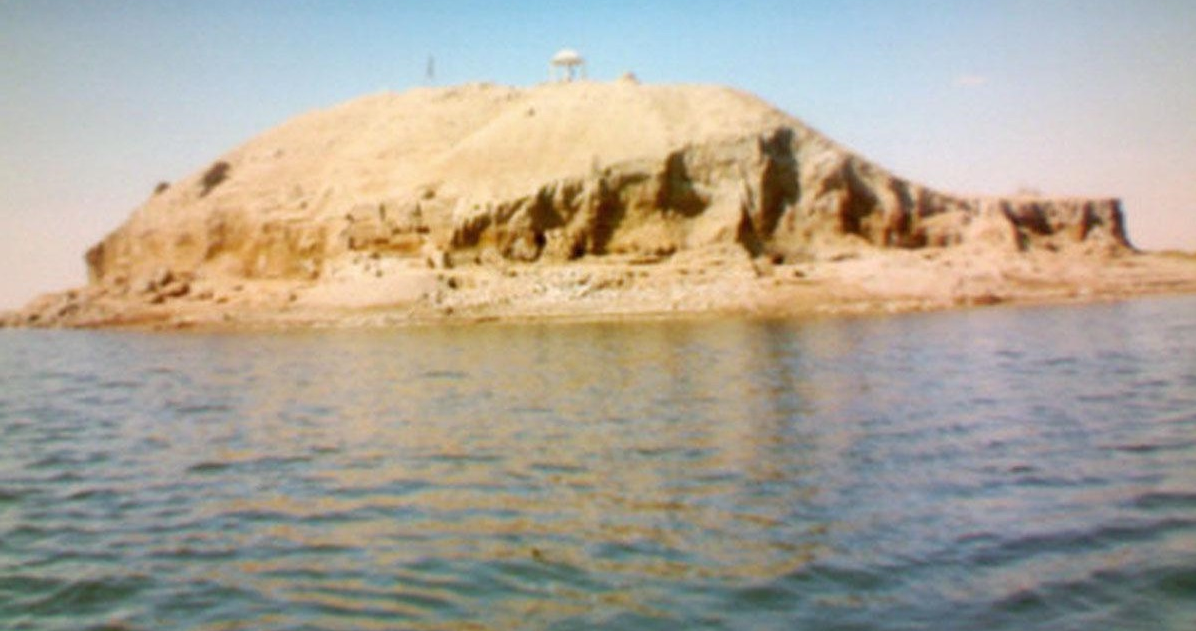
Телль-Табан. Фото 1995 года

В ходе раскопок на Телль-Табане были обнаружены новые надписи царя Ашшур-кетти-лешера, автора надписей из Телль-Бдери, а также надписи его предшественников на троне Мари. В текстах из Телль-Бдери и Телль-Табана цари Мари называли своей столицей город Табету — полученные эпиграфические и археологические данные позволили учёным окончательно идентифицировать Телль-Табан как место нахождения древнего города Табету. В реконструкции истории Мари существенно помогла датировка обнаруженных надписей по ассирийским эпонимам.

## История
Первый исследователь надписей мариотских царей Ш. Мауль выдвинул гипотезу, что их династия являлась ответвлением царского рода Ассирии, подобно династии царей (а фактически ассирийских наместников) страны Ханигальбат, взошедшей на престол после ассирийского завоевания. По мнению Мауля, один из первых царей Мари, Адад-бел-габбе I, мог приходиться сыном или братом царю Ассирии Тукульти-Нинурте I (2-я пол. XIII век до н. э.), поскольку в текстах из Ашшура времён этого ассирийского царя упоминался царевич по имени Адад-бел-габбе. Позднее Д. Шибата, ещё один исследователь хабурского царства Мари, обратил внимание на надпись, в которой Адад-бел-габбе I упоминает своих предшественников на царском престоле — своего отца Зумию и своего деда Акит-Тешшуба. Поскольку в надписях царя Адад-бел-габбе I отсутствуют какие либо хронологические указания, правление трёх этих поколений самых ранних из известных царей Мари было условно отнесено к концу XIV — первой половине XIII вв. до н. э. Интересно отменить, что предшественники Адад-бел-габбе I носили хурритские имена, тогда как имя самого Адад-бел-габбе и имена всех последующих царей Мари были аккадскими.
Исследователи (такие как Д. Шибата, Б. Е. Александров) склоняются к мнению, что ранее Мари входило в состав государства Митанни и выделилось из него во 2-й половине XIV века до н. э., возможно, во времена царствования Шаттивазы или несколько раньше. Согласно теории Д. Шибаты, местные мариотские династы, судя по всему, происходили из старовавилонской аморейской знати и в период нахождения под властью Митанни сознательно хурритизировались. Выделившись из Митанни, новое царство Мари ещё какое то время оставалось в его политической орбите, пока не переориентировалось на более могущественную империю, пришедшую в долину Среднего Хабура, а именно, на Ассирию.
По мнению Д. Шибаты, изменение характера царских имён с хурритского на аккадский свидетельствует о произошедшей смене политического курса мариотских царей с промитаннийского на проассирийский. С этим же обстоятельством, вероятно, связано и последующее заимствование правителями Мари ассирийской эпонимальной системы. Распространение власти Ассирии на северо-западные районы Месопотамии в первой половине XIII века до н. э. сопровождалось длительным и ожесточенным завоеванием царства Митанни (Ханигальбат) и других более мелких государств, однако включение Мари в состав Ассирийской империи, судя по всему, произошло мирным путём, поскольку ни письменные, ни археологические источники из Телль-Табана и Телль-Бдери ничего не сообщают о войнах и разрушениях в указанный период. Вероятно, мариотские цари добровольно признали над собой власть Ассирии и, помимо прочего, помогли ассирийскому царю Адад-нирари I подавить мятеж правителя Митанни Васашатты в 1-й четверти XIII века до н. э..
Период правления следующего известного царя Мари Ашшур-кетти-лешера I удалось установить относительно точно, поскольку обнаруженные тексты административно-правового характера времён его царствования были датированы годами правления ассирийских царей в промежутке между 14-м годом Салманасара I (ок. 1250 г. до н. э.) и 22-м годом Тукульти-Нинурты I (ок. 1212 г. до н. э.). Поскольку дошедшие до нас тексты не содержат сведений о происхождении Ашшур-кетти-лешера I, определить его родственные связи с царём Адад-бел-габбе I в настоящее время невозможно. Тексты из Телль-Табана свидетельствуют, что Ашшур-кетти-лешер I, подобно другим ассирийским «вассалам», осуществлял регулярные поставки в Ассирию различных товаров и ресурсов.
Из надписей мариотского царя Ашшур-кетти-лешера II следовало, что он находился в «вассальной» зависимости ассирийского царя Тиглатпаласара I (1114—1076 годы до н. э.). В текстах царя Ашшур-кетти-лешера из городища Телль-Бдери сообщалось о возведении им нового города, названного в его честь Дур-Ашшур-кетти-лешер — «Крепость Ашшур-кетти-лешера» (учёные определили место нахождения этого древнего города на месте городище Телль-Бдери).

## Список царей Мари
| Имя царя             | Основной титул   | Время правления                   | Комментарии                                          |
| -------------------- | ---------------- | --------------------------------- | ---------------------------------------------------- |
| Акит-Тешшуб          | Царь страны Мари | кон. XIV — нач. XIII вв. до н. э. |                                                      |
| Зумия                | Царь страны Мари | нач. XIII в. до н. э.             | Сын Акит-Тешшуба                                     |
| Адад-бел-габбе I     | Царь страны Мари | 1-я пол. XIII в. до н. э.         | Сын Зумии                                            |
|                      |                  |                                   | Один или два неизвестных царя                        |
| Ашшур-кетти-лешер I  | Царь страны Мари | ок. 1255—1210 гг. до. н. э.       | Современник Салманасара I и Тукульти-Нинурты I       |
| Адад-бел-габбе II    | Царь страны Мари | кон. XIII — нач. XII вв. до н. э. | Сын Ашшур-кетти-лешера I                             |
| Риш-Нергал           | Царь страны Мари | 1-я пол. XII в. до н. э.          | Сын Адад-бел-габбе II                                |
| Манну-лу-яу          | Царь страны Мари | 1-я пол. XII в. до н. э.          | Сын Адад-бел-габбе II                                |
| имя неизвестно       | Царь страны Мари | сер. XII в. до н. э.              | Сын Манну-лу-яу                                      |
| Этель-пи-Адад        | Царь страны Мари | сер. XII в. до н. э.              | Сын Адад-бел-габбе II                                |
| Адад-бел-апли        | Царь страны Мари | сер. XII в. до н. э.              | Сын Этель-пи-Адада                                   |
| Адад-бел-габбе III   | Царь страны Мари | кон. XII в. до н. э.              | Сын Адад-бел-апли                                    |
| Ашшур-кетти-лешер II | Царь страны Мари | кон. XII — нач. XI вв. до н. э.   | Сын Адад-бел-габбе III, современник Тиглатпаласара I |
| Энлиль-шар-илани     | Царь страны Мари | нач. XI в. до н. э.               | Сын Ашшур-кетти-лешера II                            |
| Адад-апла-иддина     | Царь страны Мари | неизвестно                        |                                                      |